# Undă seismică
Undele seismice sunt unde elastice care pot traversa un mediu fără a se modifica. Impulsul dat la plecare taie particulele elementare prezente în acel mediu care vor împinge alte particule înainte să-și reia locul, se produce după o reacție în lanț.
Vibrațiile unui seism se propagă în toate direcțiile. Se disting două tipuri de unde, undele de volum care traversează Pământul și undele de suprafață care se propagă la suprafața Pământului. Pe înregistrările seismografelor, ele se succed sau se suprapun. Viteza lor de propagare și amplitudinea lor sunt modificate de către structurile geologice pe care ele le traversează de aceea, semnalele înregistrate sunt combinația de efecte legate la sursă, la mijloacele traversate și la instrumente de măsură.

## Diferitele tipuri de unde
Undele de volum
Ele se propagă în interiorul globului pământesc. Viteza lor de propagare depinde de materialul pe care acestea îl traversează, și, de o cauza generală, aceasta din urmă crește odată cu profunzimea, căci materia traversată devine mai densă.
Distingem:
Undele P sau undele primare numite și unde de compresie sau unde longitudinale. Deplasarea pământului care acompaniază trecerea lor se face prin dilatații și compresii succesive. Ele se deplasează paralel cu direcția de propagare a undei. Acestea sunt cele mai rapide (6 km/s aproape de suprafață) și sunt primele înregistrate de seismografe.
Ele sunt responsabile de zgomotul  pe care îl putem auzi la începutul unui cutremur. 
Undele S sau undele secundare numite și undele de tăiere sau undele transversale. La trecerea lor, mișcările solului se efectuează perpendicular pe sensul de propagare al undei. Aceste unde nu se propagă în medii lichide, ele sunt de obicei oprite de nucleul extern al Pământului. Viteza lor este de 4,06 km/s. Ele apar pe locul al doilea pe seismograf. 
Diferența de timp dintre venirea undelor P și S e mare, cunoscând viteza lor se pot da indicații despre îndepărtarea seismului. Așa putem localiza epicentrul cu ajutorul a trei seismografe. 
Undele de volum se propagă asemănător cu razele de lumină: ele pot fi reflectate sau refractate, adică deviate la fiecare schimbare a mediului. Ele pot urma trasee foarte complexe în interiorul Pământului. Timpul lor de parcurgere depinde de acest traseu, ele nu ajung toate în același timp sau în același loc. 

Undele de suprafață
Acestea sunt undele ghidate de suprafața pământului. Efectul lor se poate compara cu încrețiturile la suprafața unui lac. Ele sunt mai puțin rapide ca undele de volum dar amplitudinea lor este de obicei mai mare. 
Se pot distinge:
Unda lui Love: un englez care a descoperit existența ei în 1911. Mișcarea ei se poate compara cu cea a undelor S fără mișcarea verticală. Undele lui Love provoacă o clătinare orizontală care este cauza numeroaselor pagube ale fundației unui edificiu care nu este o construcție paraseismică. Undele lui Love se propagă cu viteza de  aprox. 4 km/s.
Unda lui Rayleigh: ea a fost descoperită de John William Strutt Rayleigh în 1885. Mișcarea ei este complexă, asemănătoare cu cea a unei pulbere purtată de un val, constituind o mișcare verticală și una orizontală.